# Église orthodoxe croate

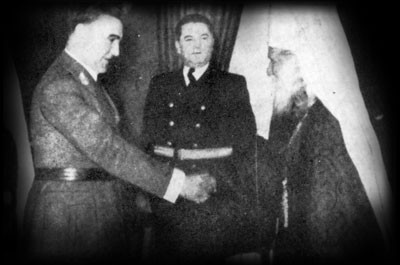
Ecclésiastique orthodoxe croate saluant un responsable militaire.

L'Église orthodoxe croate (en croate : Hrvatska Pravoslavna Crkva) était une éphémère Église orthodoxe établie dans le cadre de l'État indépendant de Croatie (NDH) d'Ante Pavelić pendant la Seconde Guerre mondiale. Au service de l'idéologie nationaliste du régime, elle ne survit pas à sa débâcle en mai 1945.
Elle fut dirigée par Germogen, ancien prêtre de l'Église orthodoxe russe hors frontières, avec le titre de Métropolite de Zagreb.